# نبی‌الله پیرهادی
نبی‌الله پیرهادی (۱ مهر ۱۳۳۶ – ۲۵ آذر ۱۴۰۳) بازیگر سینما، تلویزیون و تئاتر ایران بود.

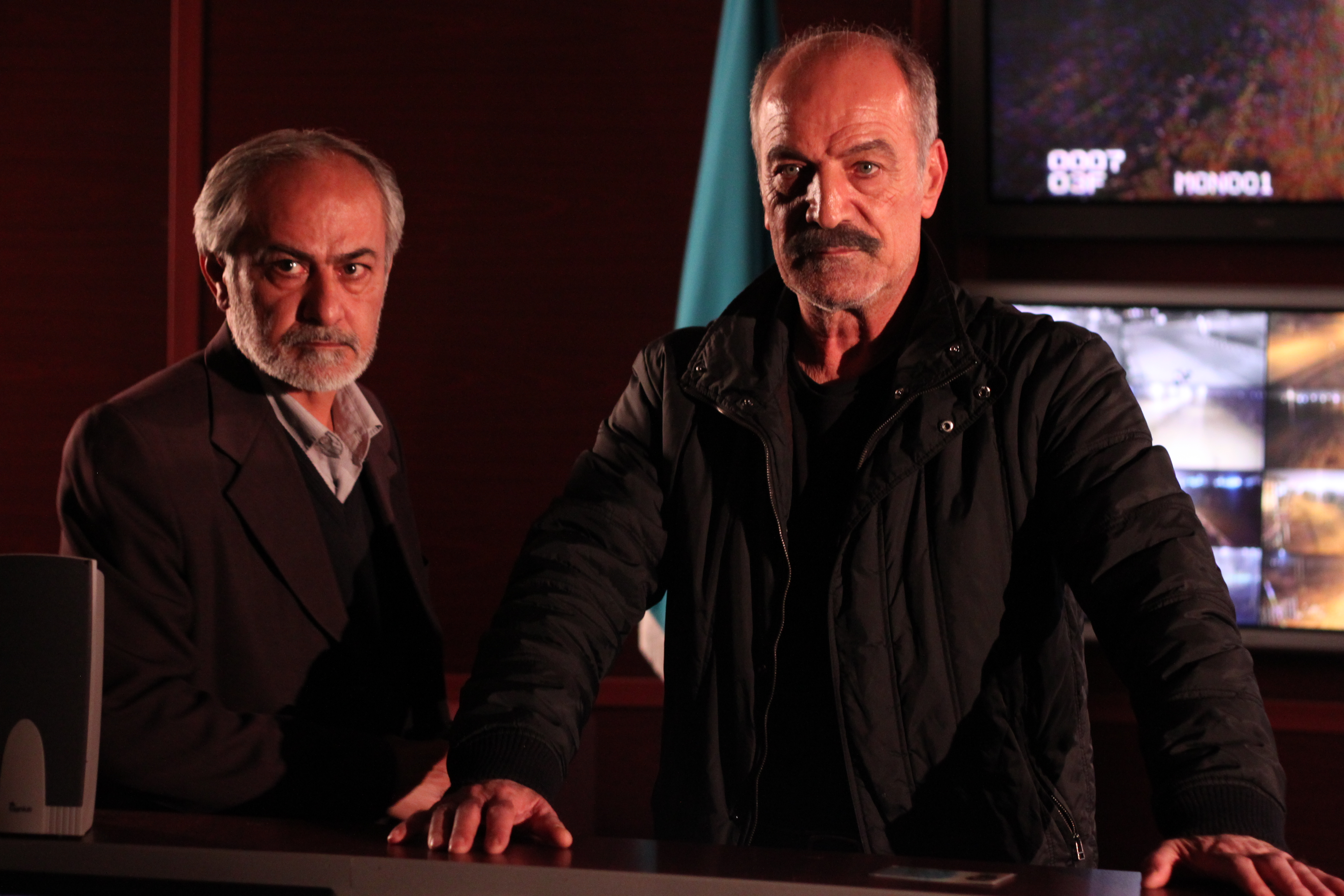
فیلم سینمایی ساعت به وقت صفر

## تلویزیونی
| سال       | فیلم                         | کارگردان                      |
| --------- | ---------------------------- | ----------------------------- |
| ۱۳۸۸      | پنجمین خورشید                | علیرضا افخمی                  |
| ۱۳۸۸      | روزهای زیبا                  | جواد افشار                    |
| ۱۳۸۹      | ستایش                        | سعید سلطانی                   |
| ۱۳۸۹      | همراز                        | فرهاد جم                      |
| ۱۳۸۹      | خانه بی‌پرنده                 | کاظم معصومی                   |
| ۱۳۹۰      | مولود بهار                   | فاطمه اسلامی                  |
| ۱۳۹۰      | شیدایی                       | محمدمهدی عسگرپور              |
| ۱۳۹۰      | قلبها با خبر از عاطفه اند    | جمشید محمودی                  |
| ۱۳۹۱      | روح‌الله                      | راما قویدل                    |
| ۱۳۹۰      | بومرنگ                       | اسماعیل فلاح پور              |
| ۱۳۹۱      | یک لحظه دیرتر                | راما قویدل                    |
| ۱۳۹۱      | تکیه بر باد                  | محمود معظمی                   |
| ۱۳۹۲      | دست بالای دست                | سید محسن یوسفی                |
| ۱۳۹۲      | یادآوری                      | حجت قاسم‌زاده اصل              |
| ۱۳۹۲      | ماتادور                      | فرهاد نجفی                    |
| ۱۳۹۳      | جاده چالوس                   | احمد معظمی                    |
| ۱۳۹۳      | همه چیز آنجاست               | شهرام شاه حسینی               |
| ۱۳۹۳      | پرده نشین                    | بهروز شعیبی                   |
| ۱۳۹۳      | انقلاب زیبا                  | بهرنگ توفیقی                  |
| ۱۳۹۳      | فوق سری                      | مهدی فخیم زاده                |
| ۱۳۹۳      | هفت سنگ                      | علیرضا بذرافشان               |
| ۱۳۹۳      | حرف مردم                     | داریوش یاری                   |
| ۱۳۹۴      | آقا و خانم سنگی              | شاهد احمدلو                   |
| ۱۳۹۴      | سایبر                        | احمد معظمی                    |
| ۱۳۹۴      | نیاز                         | حسین سهیلی زاده               |
| ۱۳۹۴      | آسمان من                     | محمدرضا آهنج                  |
| ۱۳۹۴      | گاهی به پشت سر نگاه کن       | مازیار میری                   |
| ۱۳۹۴      | درحاشیه                      | مهران مدیری                   |
| ۱۳۹۵      | زعفرانی                      | حامد محمدی                    |
| ۱۳۹۵      | هشت و نیم دقیقه              | شهرام شاه حسینی               |
| ۱۳۹۵      | در قصه‌ها زندگی می‌کنند        | داود بیدل                     |
| ۱۳۹۵      | قصه‌های تبیان                 | جمال شورجه                    |
| ۱۳۹۵      | چرخ فلک                      | احسان عبدی پور                |
| ۱۳۸۹–۱۳۹۳ | شاید برای شما هم اتفاق بیفتد | احمد معظمی، نوید میهن دوست و… |
| ۱۳۹۵      | کیمیا                        | جواد افشار                    |
| ۱۳۹۶      | رنج پنهان                    | بیژن میرباقری                 |
| ۱۳۹۶      | سارق روح                     | احمد معظمی                    |
| ۱۳۹۷      | بوی باران                    | محمود معظمی                   |
| ۱۳۹۹      | بیگانه‌ای با من است           | احمد امینیآرش معیریان         |
| ۱۳۹۹      | خانه امن                     | احمد معظمی                    |
| ۱۴۰۰      | سرجوخه                       | احمد معظمی                    |
| ۱۴۰۰      | اتوبان خاطره                 | سیدعلی موسویان                |
| ۱۴۰۱      | مسافران شهر                  | سیروس حسن پور                 |
| ۱۴۰۱      | راز ناتمام                   | امین امانی                    |
| ۱۴۰۱      | بی نشان                      | راما قویدل                    |
| ۱۴۰۲      | محرمانه                      | محمود معظمی                   |
| ۱۴۰۳      | رخنه                         | علی غفاری                     |
| ۱۴۰۳      | مهیار عیار                   | سید جمال سیدحاتمی             |

## سینما
| سال  | فیلم                    | کارگردان        |
| ---- | ----------------------- | --------------- |
| ۱۳۸۲ | شاه خاموش               | همایون شهنواز   |
| ۱۳۹۰ | من همسرش هستم           | مصطفی شایسته    |
| ۱۳۹۰ | محرمانه تهران           | مهدی فیوضی      |
| ۱۳۹۱ | ساعت به وقت صفر         | احمد معظمی      |
| ۱۳۹۱ | آقای هنرپیشه            | سعید اسدی       |
| ۱۳۹۲ | سکوت عشق                | علی مرعشی       |
| ۱۳۹۵ | یک کیلو و بیست و یک گرم | رضا طوفان       |
| ۱۳۹۵ | بهرام                   | شقایق الله وردی |
| ۱۳۹۶ | هایلایت                 | اصغر نعیمی      |
| ۱۳۹۶ | مشت آخر                 | مهدی فخیم زاده  |

## نمایش خانگی
| سال  | فیلم                       | کارگردان         |
| ---- | -------------------------- | ---------------- |
| ۱۳۹۲ | شاهگوش                     | داود میرباقری    |
| ۱۳۹۲ | نشانه‌ها                    | امیر شفیعیان     |
| ۱۳۹۴ | دندون طلا                  | داود میرباقری    |
| ۱۳۹۶ | وکیل بند                   | قدرت‌الله بزرگی   |
| ۱۳۹۷ | احضار (مجموعه نمایش خانگی) | رامین عباسی زاده |
| ۱۴۰۰ | دراکولا                    | مهران مدیری      |